# Sept Sœurs (universités)
Pour les articles homonymes, voir Sept Sœurs.
Les Sept Sœurs (Seven Sisters en anglais) est un regroupement de sept universités pour femmes américaines, créé en 1927 pour promouvoir l'éducation des femmes. Ces collèges, comptant parmi les premières universités féminines, sont fondés entre 1837 et 1889, dans le Nord-Est des États-Unis. 

## Histoire
Les Sept Sœurs sont :
- Barnard College New York, New York ;
- Collège Bryn Mawr, Bryn Mawr (Pennsylvanie) ;
- Mount Holyoke College, South Hadley, Massachusetts ;
- Radcliffe College, Cambridge (Massachusetts),
- Smith College, Northampton (Massachusetts) ;
- Vassar College, Poughkeepsie, New York ;
- Wellesley College, Wellesley (Massachusetts).

Le nom de « Sept Sœurs »  est créé en lien avec celui de la Ivy League qui regroupe des collèges masculins,.
En 1969, Vassar devient mixte, seule à opérer ce changement. À partir de 1963, l'université Harvard assume la cotutelle des étudiantes de Radcliffe, puis en 1999, Radcliffe devient un collège de Harvard.
En 1978, les sept universités sont présidées par des femmes.

## Galerie

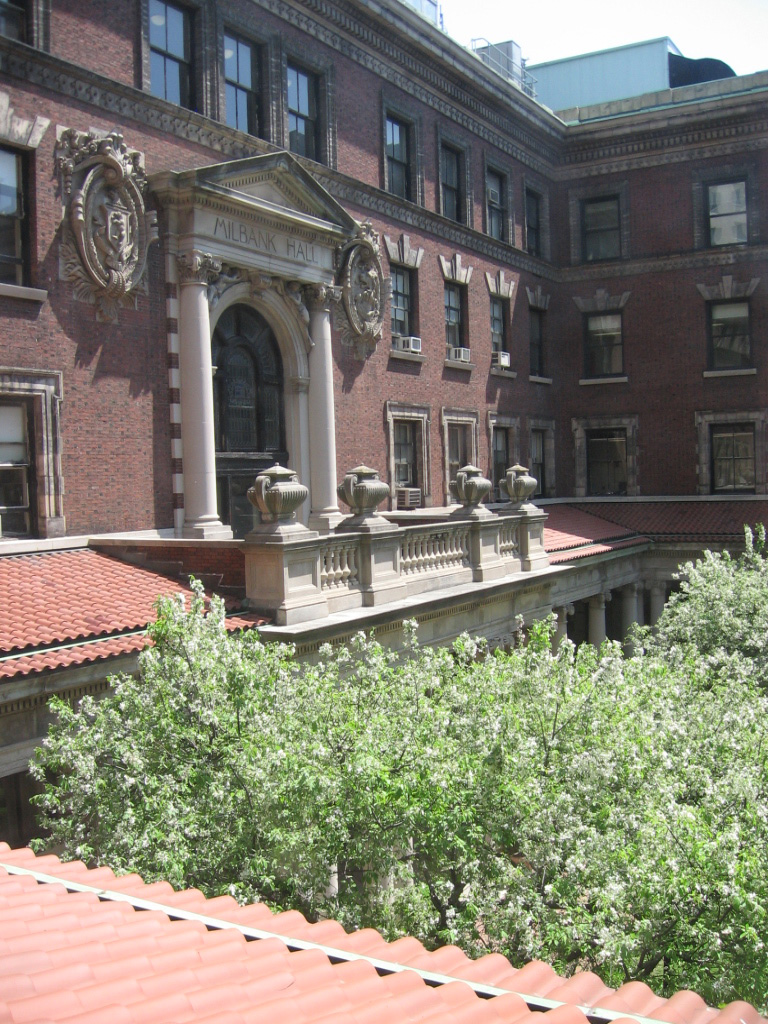
Barnard College
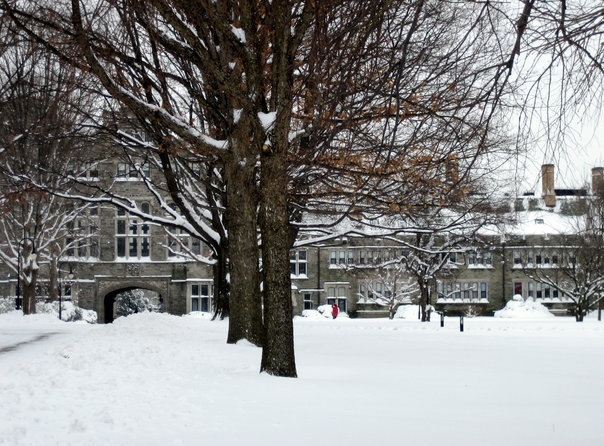
Pembroke Hall, Collège Bryn Mawr
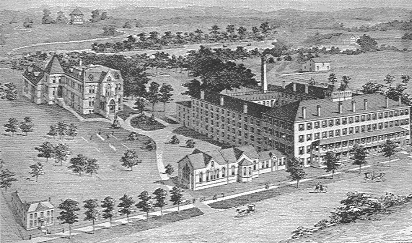
Mount Holyoke College
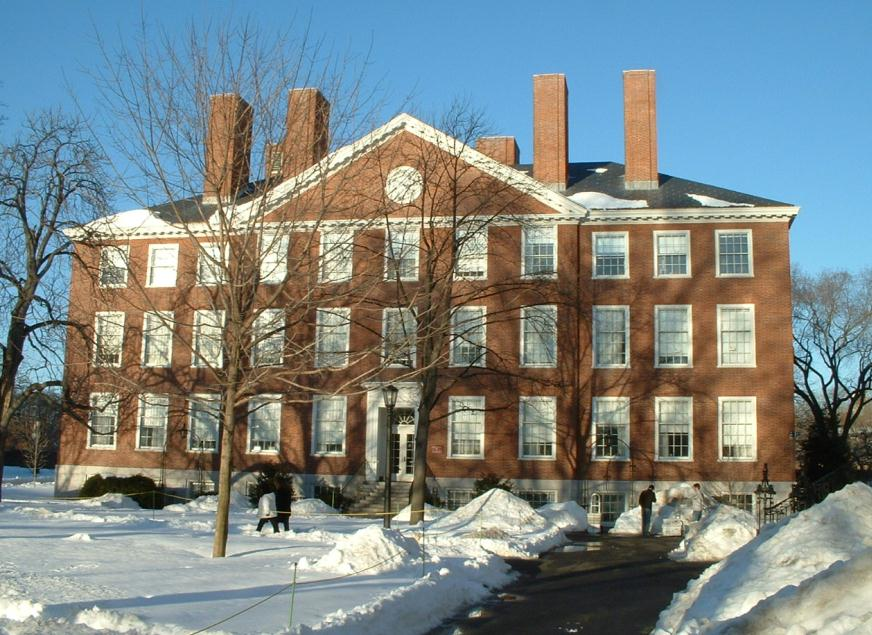
Radcliffe College
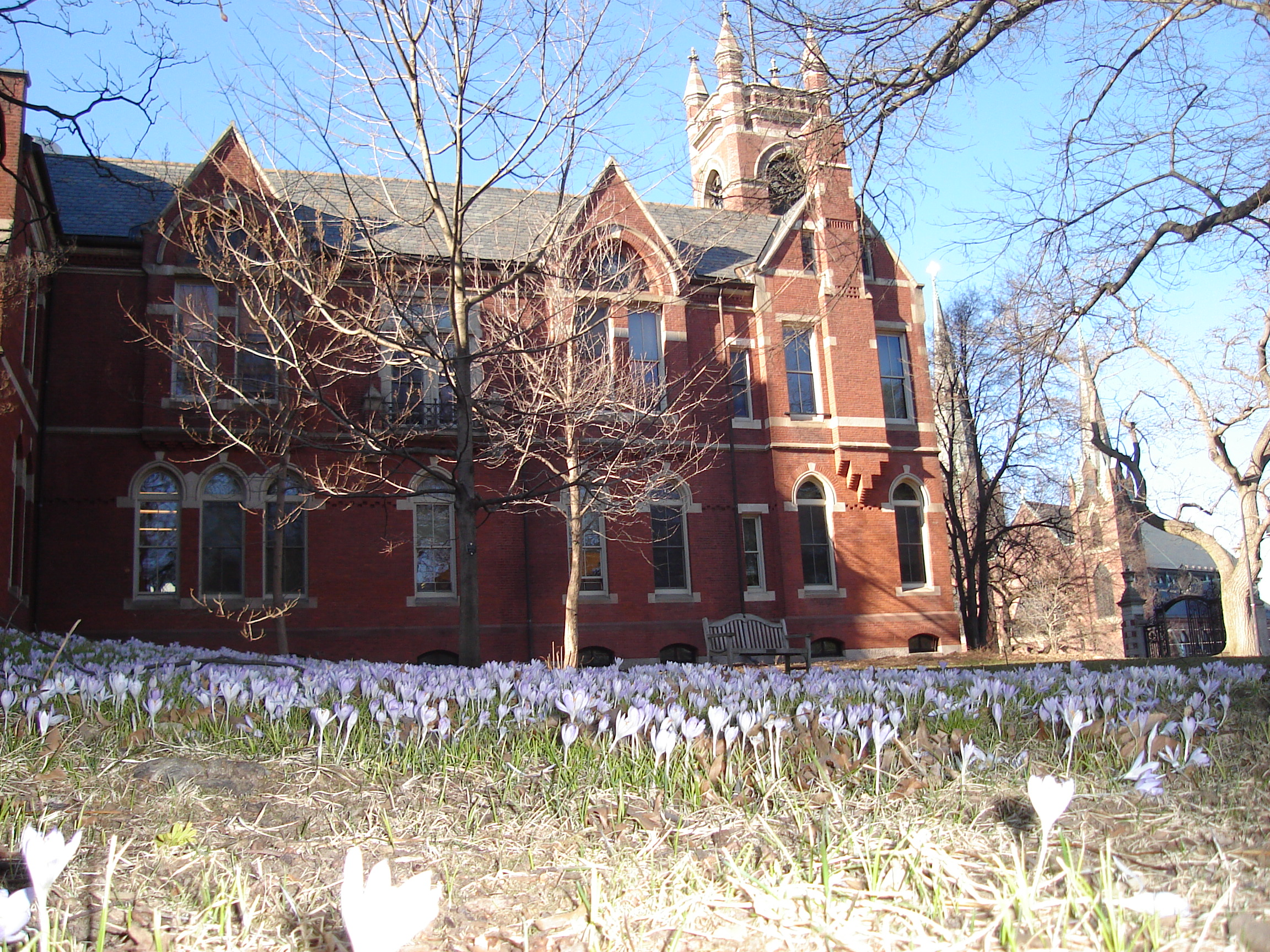
Smith College
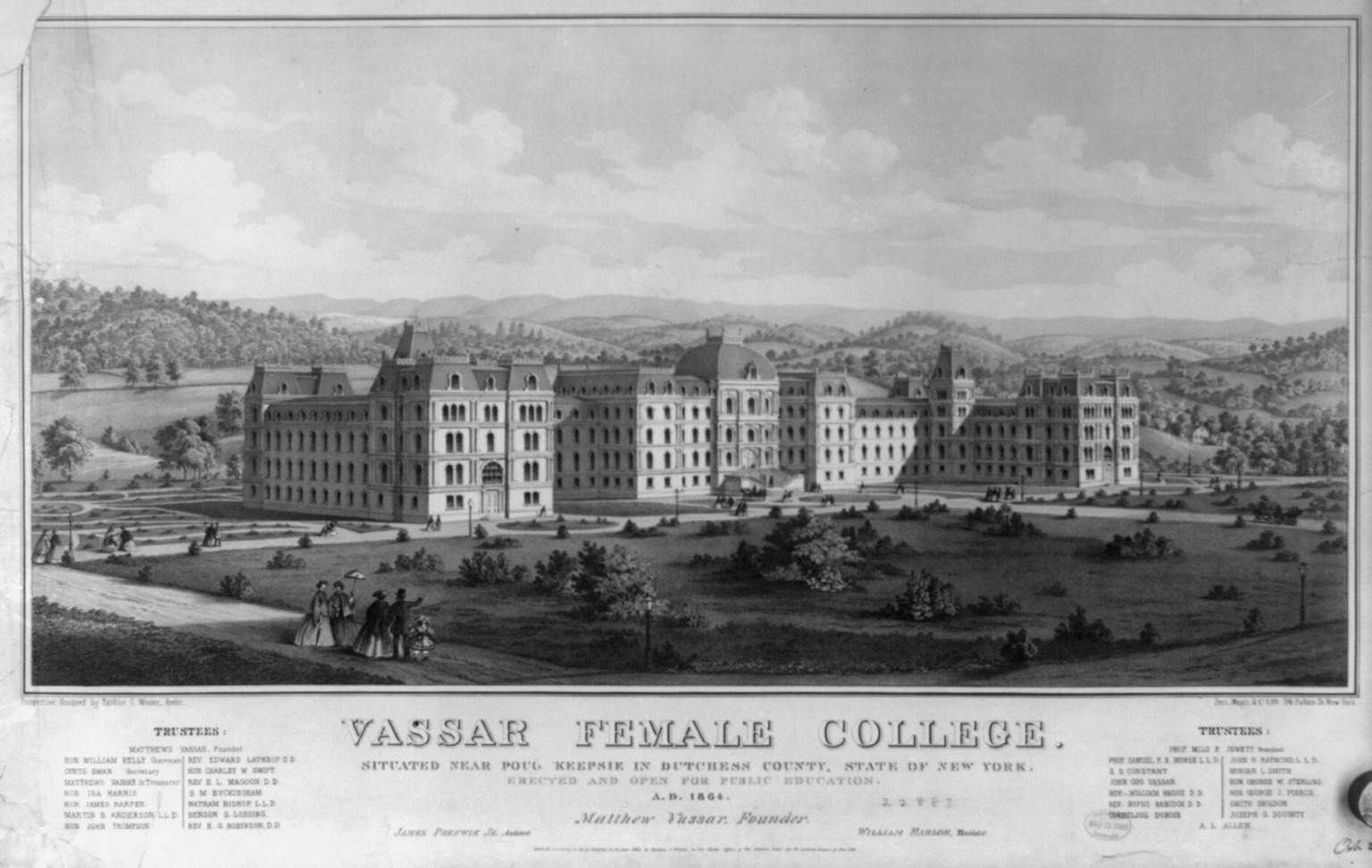
Vassar College, gravure de 1862.
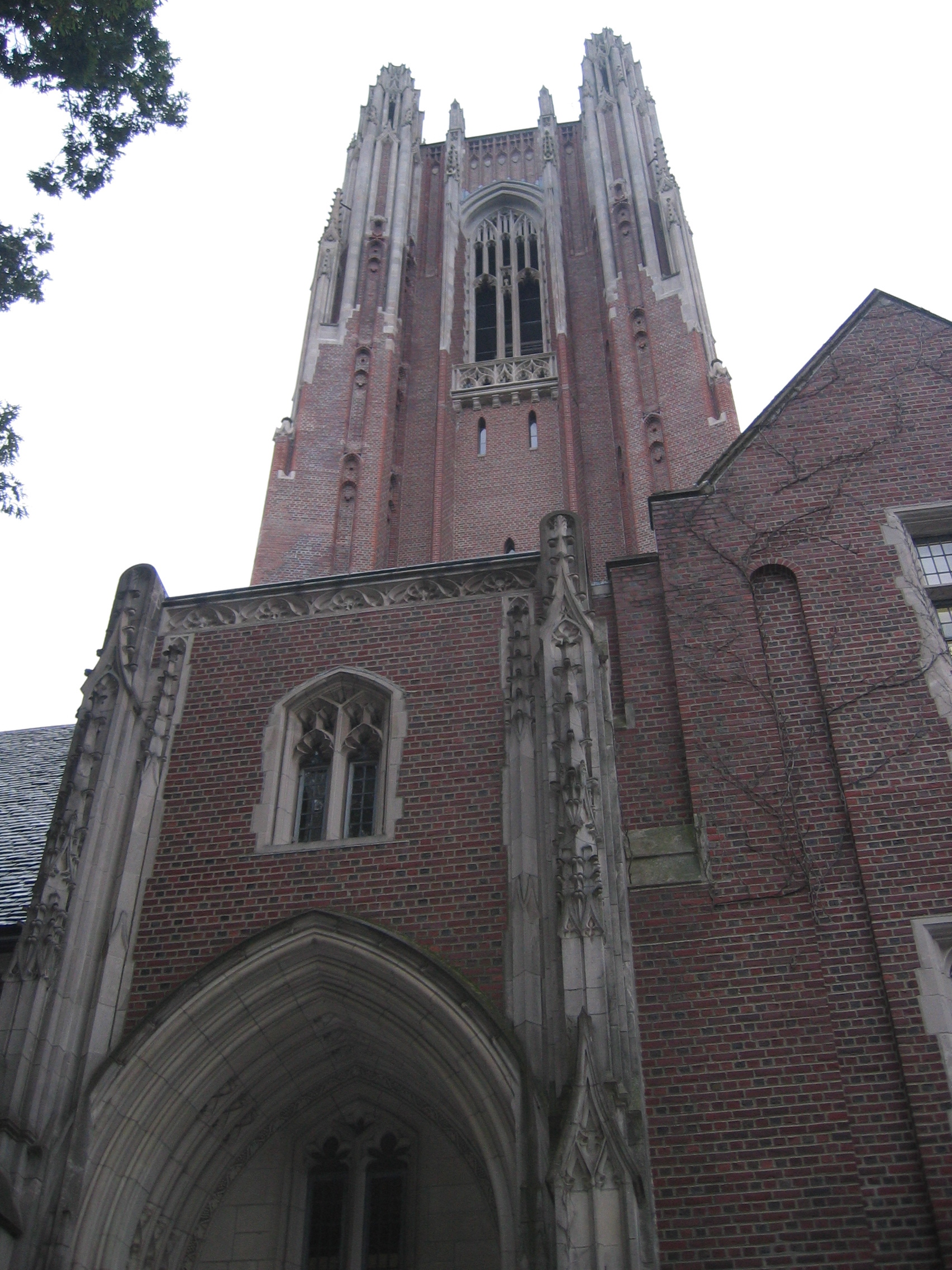
Wellesley College Green Hall

Le New York Times publie en 2008 un article sur la façon dont les collèges pour femmes américains (en) font une promotion de leurs collèges à l'étranger, soulignant l'excellence de la formation scientifique.